# نمت‌بانیا
نِمِت‌بانیا (به مجاری:  Németbánya) یک شهرداری در مجارستان است که در ناحیه پاپا واقع شده‌است. نمت‌بانیا ۱۲٫۱۹ کیلومتر مربع مساحت و ۸۹ نفر جمعیت دارد.